# Methaanhydraat

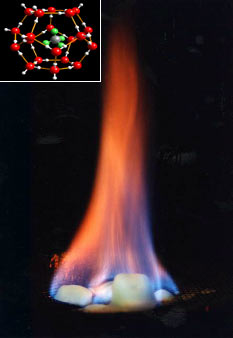
structuur van clathraat, brandend clathraat

Methaanhydraat, ook wel methaan-clathraat of methaanijs genoemd, is een vorm van waterijs dat binnen zijn kristalstructuur grote hoeveelheden methaan bevat, elk methaanmolecuul "gevangen" in een "kooi" van watermoleculen. Een dergelijk intiem mengsel van water en methaan wordt ook wel een "clathraat" genoemd. Aanvankelijk vermoedden de geleerden dat een dergelijk mengsel van water en methaan alleen in de buitenste regionen van het zonnestelsel zou kunnen worden aangetroffen, waar de temperaturen zeer laag zijn en waterijs overvloedig voorkomt. Sinds enkele jaren heeft men echter ontdekt dat er zeer grote hoeveelheden clathraat voorkomen in sedimenten op de bodem van de aardse oceanen. 

## Beschrijving
Methaan-clathraten blijven stabiel bij temperaturen niet hoger dan 18 °C. De gemiddelde samenstelling van methaan-clathraat is 1 mol methaan op elke 5,75 mol water, maar dit kan enigszins variëren, naargelang de omstandigheden. De dichtheid van het clathraat is ongeveer 0,9 g/cm³. Dat betekent dat 1 liter vast methaan-clathraat gemiddeld 168 liter gasvormig methaan kan bevatten (bij atmosferische druk en kamertemperatuur).
Methaan-clathraat vormt zich bij een druk van meer dan 50 bar en een temperatuur van minder dan 4 °C, omstandigheden die op de oceaanbodem meestal voorhanden zijn. Men neemt aan dat methaanhydraten gevormd worden doordat methaan uit diepe sedimentlagen langs geologische breuklijnen naar boven stroomt en in aanraking komt met naar beneden sijpelend koud zeewater. 

## Economische toepassingen
De sedimentaire bestanden aan methaanhydraat bevatten naar schatting twee- tot tienmaal zoveel methaan als alle bekende aardgasreserves. Ze vormen dus een potentieel belangrijke toekomstige bron van fossiele brandstof. Op de meeste vindplaatsen zijn de bestanden echter te dun gespreid om een rendabele winning mogelijk te maken. Andere problemen bij commerciële winning zijn de hoge kosten van de exploratie naar winbare bestanden en de ontwikkeling van technieken om op de zeebodem methaan te winnen uit de methaanhydraatafzettingen.
Methaanhydraat is een relatief compacte vorm om methaan op te slaan. De vorming van methaanhydraten kan worden bevorderd door zogenaamde promotormoleculen toe te voegen. Dit maakt het mogelijk bij relatief beperkte drukken methaanhydraten te maken om zo aardgas te transporteren.

## Klimaatverandering
Methaan is een krachtig broeikasgas, 25 maal zo effectief per mol als koolstofdioxide. Het plotselinge vrijkomen van grote hoeveelheden methaan uit de clathraatafzettingen wordt wel verondersteld een oorzaak te zijn geweest van klimaatsveranderingen in het verleden. Er wordt wel gespeculeerd dat dergelijke gebeurtenissen de oorzaak kunnen zijn geweest van de Perm-Trias-massa-extinctie of van het temperatuursmaximum op de grens van Paleoceen en Eoceen. Ook is er de mogelijkheid dat bij de huidige opwarming van de Aarde grote hoeveelheden methaanhydraten uit het permafrost rond de arctische gebieden zouden kunnen vrijkomen. Hoe groot de kans hierop is, blijft een onderwerp van debat onder klimatologen.

## Proefboring bij Japan
Een van de rijkste velden met methaanhydraten ligt binnen de territoriale wateren van Japan. De onderzeese voorraden in de Nankai trog in de Stille Oceaan zijn voldoende om het land de komende honderd jaar van energie te voorzien. In februari 2012 is een begin gemaakt met boringen op zo’n 80 kilometer afstand van het schiereiland Atsumi. Dat gebied bevat volgens taxaties zo’n 1.100 miljard m³ methaan in vaste vorm. Dit komt overeen met ruim dertienmaal de jaarlijkse aardgasbehoefte in Japan. Het methaanhydraat bevindt zich op een diepte van 1000 meter. Dit boorproject is het resultaat van het Methane Hydrate Exploitation Program van het Japanse ministerie van economie, handel en industrie (METI). METI hoopt in 2018 tot commerciële productie over te kunnen gaan. De eerste boringen zijn vooral gericht op het verzamelen van gegevens en het optimaliseren van de extractietechnieken. In de beginfase van de commerciële productie zullen de kosten van het methaan circa viermaal hoger zijn dan van geïmporteerd olie en gas. In maart 2013 heeft Japan als eerste land methaan gewonnen uit een laag van 330 meter dik. Het bedrijf Japan Oil, Gas and Metals National Corp heeft de boring gedaan en verwacht de komende weken nog duizenden kubieke meters gas te winnen. Het gas kwam vrij door water in het methaanhydraat te pompen.

## Interplanetaire ruimte
Clathraten - of daarop gelijkende, bij zeer lage druk en zeer lage temperatuur gevormde mengsels van waterijs en methaan - zijn waarschijnlijk een belangrijk bestanddeel van komeetkoppen, de satellieten van Uranus en Neptunus en Pluto en de andere plutino's.